# عبدالله مندو
عبدالله مندو (عربی: عبدالله مندو؛ زادهٔ ۹ اکتبر ۱۹۷۱) بازیکن فوتبال اهل سوریه است.
از باشگاه‌هایی که در آن بازی کرده‌است می‌توان به باشگاه فوتبال تشرین اشاره کرد.
وی همچنین در تیم‌های ملی فوتبال زیر ۲۰ سال سوریه و سوریه بازی کرده‌است.